# Propriété de Church-Rosser
Pour les articles homonymes, voir Rosser (homonymie).
En informatique théorique et en logique mathématique, la propriété de Church-Rosser est une propriété des systèmes de réécriture. Elle est nommée ainsi d'après les mathématiciens Alonzo Church et John Barkley Rosser. 

## Définition
Soit {\displaystyle R} un système de réécriture, et notons {\displaystyle \rightarrow _{R}} la relation de réduction, {\displaystyle \rightarrow _{R}^{*}} sa clôture réflexive transitive, et enfin {\displaystyle \longleftrightarrow _{R}^{*}} sa clôture réflexive, transitive et symétrique. 
On dit que {\displaystyle R} a la propriété de Church-Rosser si,
pour toute paire de termes {\displaystyle M_{1},M_{2}} tels que {\displaystyle M_{1}\longleftrightarrow _{R}^{*}M_{2}}, il existe un terme {\displaystyle M} tel que {\displaystyle M_{1}\rightarrow _{R}^{*}M} et {\displaystyle M_{2}\rightarrow _{R}^{*}M}.

## Théorème de Church-Rosser
Le théorème de Church-Rosser est un résultat du lambda-calcul. Il énonce que la  bêta-réduction possède la propriété de Church-Rosser,.
Ce théorème a été établi par Church et Rosser en 1936. Le résultat reste vrai dans diverses variantes et extensions du lambda-calcul.

## Exemple d'application
Pour les systèmes de réécriture, la propriété de Church-Rosser est équivalente à la propriété de confluence, notion de première importance dans la théorie des bases de Gröbner (en particulier dans la définition même de ces bases).

## Articles liés
- Complétion de Knuth-Bendix
- Lambda-calcul
- Système F
- Sémantique de Kripke